# Стрибок угору
Стрибок угору — сімейна комедія 2005 року.

## Сюжет
Тренер коледжу з баскетболу Рой Маккормік, залишився без команди. Він дозволив собі спалах гніву під час гри і вилетів з роботи. Тепер він змушений тренувати шкільну команду, його підопічні — суцільно лузери і невдахи. Але Рой не опускає рук — він планує створити по-справжньому чудову команду.